# Копаоник (ски курорт)
 Тази статия е за ски курорта.  За планината вижте Копаоник.  
Копаоник (на сръбски: Ски центар Копаоник) е планински курорт и най-големият ски център в Сърбия. Намира се в едноименната планина и най-близкия град до курорта е Брус.
Създаден е през 1964 година, когато е изграден и първият седалков лифт. През 1981 планината Копаоник е обявена за национален парк на Сърбия. През същата година междунарондта федерация по ски признава курорта за международен ски център. През 1999 година е бомбардиран поради наличието на военна база на сръбската армия в близост.
Има изградени общо 11 лифта и 14 влека, като общата дължина на пистите за ски алпийски дисциплини е 55 километра и 12 километра за ски бягане. Курортът има меки зими със сравнително голям снеговалеж.
Курортът е добре свързан с транспортната мрежа на Сърбия, като е в близост до Ибърската магистрала и е на 127 километра от летището на Ниш.

## Галерия
- Гледка към връх Панчич през зимата
- Лифтове в курорта
- Панорама от Копаоник
- Панорама от Копаоник
- Хотели в Копаоник
- Хотел „Гранд Копаоник“
- Ски лифт